# Gastrodieae
Gastrodieae – plemię roślin z rodziny storczykowatych (Orchidaceae). Obejmuje 6 rodzajów oraz około 130 gatunków. Rośliny występują w krajach Azji, Australii, Oceanii, Afryki i Ameryki Południowej.

## Systematyka
Plemię sklasyfikowane do podrodziny epidendronowych (Epidendroideae) w rodzinie storczykowatych (Orchidaceae), rząd szparagowce (Asparagales) w obrębie roślin jednoliściennych.
Wykaz rodzajów
- Auxopus Schltr.
- Didymoplexiella Garay
- Didymoplexiopsis Seidenf.
- Didymoplexis Griff.
- Gastrodia R. Br.
- Uleiorchis Hoehne